# Густав Вилхелм Волф
Густав Вилхелм Волф (14 ноември 1834 г. - 17 април 1913 г.) е британски корабостроител и политик, роден в Германия. Роден в Хамбург, той се премества в Ливърпул през 1849 г., за да живее при чичо си Густав Кристиан Швабе. След като изкарва чиракуването си в Манчестър, Волф работи като чертожник в Хайд, Голям Манчестър, преди да бъде нает от корабостроителя Едуард Харланд в Белфаст като негов личен асистент. През 1861 г. Волф става съдружник във фирмата на Харланд и създава „Харланд и Волф“. Извън корабостроенето Улф работи като комисар на пристанището в Белфаст. Основава също така въжената фабрика в Белфаст, в продължение на 18 години е член на парламента за Източен Белфаст и член на Консервативната и юнионистка партия и на Ирландската и Улстърската юнионистка партия.

## Ранен живот
Густав Вилхелм Волф е роден на 14 ноември 1834 г. в Хамбург в семейството на търговеца Мориц Волф и съпругата му Фани Швабе. Густав е възпитан в лутеранската църква, тъй като семейството му се обръща от юдаизма през 1819 г. През март 1850 г., на 15-годишна възраст, Волф напуска Хамбург и заживява в Ливърпул при чичо си Густав Кристиан Швабе, финансист. Волф получава образование в Ливърпулския колеж, след което чиракува в инженерната фирма „Джоузеф Уайтуърт и компания“ в Манчестър. Фирмата счита Волф за толкова способен, че той е избран да представлява компанията на изложението в Париж през 1855 г. След като изкарва чиракуването си, Волф е нает като чертожник във фирмата B. Goodfellow Ltd., базирана в Хайд, Голям Манчестър. През 1857 г., благодарение на намесата на чичо му Густав Кристиан Швабе, Волф е нает като личен асистент на Едуард Харланд в корабостроителницата на Робърт Хиксън на Куинс Айлънд, Белфаст. През 1860 г. Едуард Харланд привлича Волф за свой бизнес партньор и така се създава компанията Harland and Wolff.

## Кариера в „Харланд енд Волф“
Ранната роля на Улф в „Харланд енд Волф“ включва инженерна дейност и управление на корабостроителницата. Благодарение на немския си еврейски произход Волф поддържа връзки с еврейската общност в Хамбург и Великобритания и успява да привлече бизнес в корабостроителницата. Волф работи усилено в корабостроителницата и е отчасти отговорен за изграждането на машиностроителната работилница в Harland and Wolff през 1880 г. Неговата компания е първата, която започва строителството на RMS Titanic. След преобразуването на Harland and Wolff в дружество с ограничена отговорност през 1888 г., Волф е назначен за директор. Волф успява да си осигури добри взаимоотношения с компанията Hamburg America Line, управлявана от Алберт Балин, който също е от еврейски произход. През 1906 г. Волф официално се оттегля от Harland and Wolff, въпреки че години преди това не е бил активен в бизнеса. Уилям Джеймс Пири, който става съдружник през 1874 г., вече е най-активен. Волф твърди, че бизнес отношенията в „Харланд и Волф“ са били добри:
| „                    | Sir Edward [Harland] builds the ships, Mr Pirrie makes the speeches, and, as for me, I smoke the cigars. | “ |
| Gustav Wilhelm Wolff | |   |

## Външни интереси и по-късен живот
Волф има бизнес интереси и извън Harland and Wolff, включително Белфастката въжена фабрика, която основава в началото на 70-те години на XIX в. заедно с У.Х. Смайлс, син на Самюъл Смайлс, шотландски писател. С Уолф като председател фирмата се превръща в един от най-големите въжени заводи в света, като отправя предизвикателство към Gourock Ropework Company, която е базирана на река Клайд в Шотландия. Волф купува акции и в Union Steamship Company и става неин директор; благодарение на влиянието си той гарантира, че Harland and Wolff получава редовни поръчки от Union Steamship Company. След преговорите на Волф през 1900 г. Union Steamship Company се слива с Castle Line, собственост на Доналд Къри; новата компания се нарича Union-Castle Line.
Извън бизнеса Густав Волф работи като комисар на пристанището в Белфаст от 1887 до 1893 г. Волф, както и Едуард Харланд, е член на парламента от Консервативната и юнионистка партия. Едуард Харланд и Густав Волф са известни в Камарата на общините като „Majestic“ и „Teutonic“ - имената на два кораба, които компанията построява. От март 1892 г. до декември 1910 г. Волф е член на парламента за Източен Белфаст. Той замества Едуард де Кобейн, който е изгонен от Камарата на общините и по-късно е вкаран в затвора за хомосексуални престъпления. Волф се изправя само веднъж пред избори; на частичните избори през 1892 г. сър Уилям Чарли, Q.C., се изправя срещу Волф като независим консерватор. Волф побеждава Чарли с разлика от над 2100 гласа. След това Волф е избран без възражения до оттеглянето си от парламента през 1910 г. След това Улф е обявен за свободен гражданин на Белфаст от Белфастската корпорация. В парламента Улф се противопоставя категорично на законопроектите за ирландското местно самоуправление.
Той е член на Ирландската църква. Също така дава пари за местни каузи, включително за болницата в Ълстър и за Оранжевия орден.
Волф членува в много различни клубове, включително в Carlton Club и Garrick Club. След пенсионирането си от парламента Улф живее почти изключително в Лондон,  където умира на 17 април 1913 г. в дома си, 42 Park Street. 

## Смърт
Волф не се жени и умира като ерген, освен ирландските си вещи, английските му вещи са публично заклети на стойност 9800 паунда (равностойни на 1 218 000 паунда през 2023 г.), а изпълнителите му са адвокат и роднина, Фредерик Алберт Волф Мей. Сред завещанията му са 200 паунда за Летисия Алис Уокингтън, първата жена, завършила бакалавърска степен по право във Великобритания или Ирландия.